# فرودگاه کویمپر – کارنوآیل
 فرودگاه کویمپر – کارنوآیل (به انگلیسی: Quimper – Cornouaille Airport) (به زبان بومی: Aéroport de Quimper - Cornouaille) یک فرودگاه همگانی با کد یاتا UIP است که یک باند فرود آسفالت دارد و طول باند آن ۲۱۵۰ متر است. این فرودگاه در شهر کویمپر کشور فرانسه قرار دارد و در ارتفاع ۹۱ متری از سطح دریا واقع شده است.